# Den provisoriske regering (Slesvig-Holsten)
Den provisoriske regering (også omtalt som oprørsregering) blev oprettet som led i den tyske opstand mod Danmark den 24. marts 1848 i Kiel.
Allerede den 18. marts mødtes de tysksindede deputerede fra de holstenske og slesvigske stænderforsamlinger i Rendsborg og krævede en forenet stænderforsamling for Slesvig og Holsten, en slesvig-holstensk forfatning, Slesvigs optagelse i det tyske forbund, folkebevæbning samt presse- og forsamlingsfrihed. Kongen var dog ikke villig til at imødekomme tyskernes krav, hvorpå tyskerne dannede den provisoriske regering den 24. marts. Regeringen legitimerede sine handlinger med påstanden om, at kongen var taget til fange af pøbelen under martsrevolutionen i København og påberåbte sig at repræsentere kongemagten, så længe kongen og hertug ikke havde handlefrihed. Formuleringen om den ufrie konge (hertug) skyldtes Friedrich af Reventlou-Preetz, der på denne måde ville kaste et legalt skær over regeringsdannelsen. Det medvirkede til, at oprørsregeringen blev anerkendt som legitim af flere embedsmænd og et stort antal af købstæder i Hertugdømmerne med undtagelse af Haderslev og Sønderborg. Kritik mødte den nye regering især på landet i det nordlige Slesvig, men også i Flensborg og Aabenraa. Den 24. marts 1848 udsendte regeringen en proklamation, der krævede en sammenslutning af Slesvig og Holsten til én stat i personalunion med Danmark.
For at sikre sig magten overtog regeringen om morgenen den 24. marts ved hjælp af Frederik af Nør fæstningen i Rendsborg og begyndte i forventning om et militært sammenstød at opbygge et tysk slesvig-holstensk militær. Forinden de første sammenstød med den danske hær tilbød regeringen den 31. marts en deling af Slesvig, som dog blev afvist fra dansk side. Det viste sig, at ideen heller ikke på tysk/slesvig-holstensk side fandt reel opbakning.
Regeringens parlamentariske basis hvilede i begyndelsen på de tyske deputerede fra de forenede slesvigske og holstenske stænderforsamlinger. Senere udskrev regeringen valg til en forfatningsgivende forsamling (landsforsamling) med indskrænket valgret. Ved valget i juli 1848 deltog dog kun 15 %. I Slesvig var det kun lidt over 10 %. De danske slesvigere boykottede valget, og ikke alle steder kunne der vælges kandidater ind i landsforsamlingen.
Regeringen vedtog den 15. september 1848 en fælles forfatning for Slesvig og Holsten (statsgrundlov), hvori Slesvig-Holsten konstateredes som bestanddel af det tyske statsforbund. Men forfatningen indeholdt også bestemmelser om trosfrihed, forenings- og forsamlingsfrihed, privat ejendomsret, ligeret for loven og almindelig værnepligt. Efter Malmøvåbenstilstanden måtte regeringen dog gå af. Landsforsamlingen fulgte dog først den 11. januar 1851. Den provisoriske regering blev efterfulgt af hhv. fællesregeringen og den danske immediatkommission.
Regeringen bestod af advokaten Wilhelm Beseler (præsident og indenrigsminister, tysk-nationalliberal), Friedrich af Reventlou-Preetz (udenrigsminister, konservativ), Jürgen Bremer (justitsminister, tysk-nationalliberal), Theodor Olshausen (socialminister, radikal-liberal) og Martin Thorsen Schmidt (handels-, post- og finansminister, radikal-liberal) samt Frederik af Nør (general og krigsminister, konservativ).
Den var præget af en dualisme mellem nationalliberale og radikalliberale på den ene side og konservative kræfter på den anden side. En del tilsluttede sig augustenborgernes arvekrav og ønskede sig Frederik af Nør som ny hertug.